# George Graham Vest

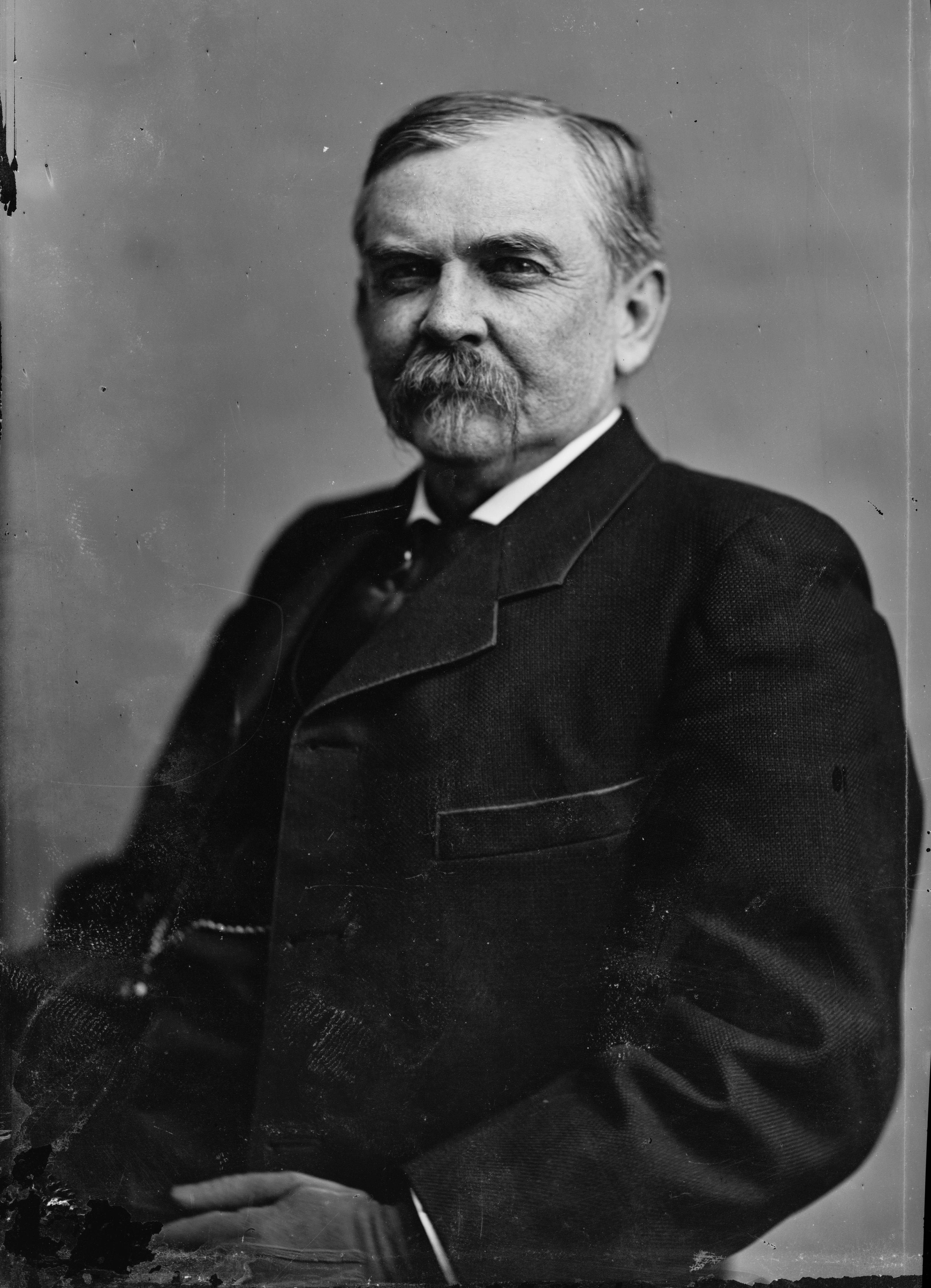
George Graham Vest

George Graham Vest (* 6. Dezember 1830 in Frankfort,  Franklin County,  Kentucky; † 9. August 1904 in Sweet Springs, Saline County, Missouri) war ein US-amerikanischer Politiker. Von 1879 bis 1903 vertrat er den Bundesstaat Missouri im US-Senat. Zuvor hatte er seinen Staat in beiden Kammern des Kongresses der Konföderierten Staaten vertreten.

## Werdegang
Im Jahr 1848 absolvierte George Vest das Centre College in Danville. Nach einem anschließenden Jurastudium an der Transylvania University in Lexington und seiner im Jahr 1853 erfolgten Zulassung als Rechtsanwalt begann er in Georgetown in Missouri als Anwalt zu arbeiten. Im Jahr 1856 verlegte er seinen Wohnsitz und seine Kanzlei nach Boonville, ebenfalls im Staat Missouri. Gleichzeitig begann er als Mitglied der Demokratischen Partei eine politische Laufbahn. Im Jahr 1860 war er demokratischer Wahlmann bei den Präsidentschaftswahlen. In den Jahren 1860 und 1861 saß er im Staatsrepräsentantenhaus.
Beim Ausbruch des Amerikanischen Bürgerkriegs optierte er für die Südstaaten und stand zeitweise im juristischen Dienst der konföderierten Streitkräfte. Von Februar 1862 bis Januar 1865 vertrat er seinen Staat im Repräsentantenhaus der Konföderation. Diese zählte Missouri zu ihren Mitgliedern auch wenn die offizielle Staatsregierung der Union treu blieb und der Staat auch im US-Kongress vertreten wurde. Im Januar 1865 wechselte Vest in den Senat, um einen dort freigewordenen Platz einzunehmen. Später praktizierte er als Rechtsanwalt in Sedalia. Im Jahr 1877 zog er nach Kansas City.
Bei den  Wahlen des Jahres 1878 wurde George Vest als Kandidat seiner Partei in den US-Senat gewählt, wo er am 4. März 1879 die Nachfolge von James Shields antrat. Dreimal wiedergewählt absolvierte er bis zum 3. März 1903 vier jeweils sechsjährige Amtszeiten als Senator. Dabei war er zeitweise Vorsitzender des Ausschusses für staatliche Liegenschaften. Zudem gehörte er zeitweise dem Ausschuss für gefährliche Krankheiten und dem Gesundheits und Quarantäneausschuss an. Nach dem Ende seiner Zeit im Kongress zog er sich aus gesundheitlichen Gründen aus der Öffentlichkeit zurück. Er starb am 9. August 1904 in Sweet Springs in Missouri.